# ENAC Alumni
ENAC Alumni (auch bekannt als INGENAC) ist eine gemeinnützige Organisation, ein Alumni-Verein, der 1987 von Robert Aladenyse gegründet und in Toulouse registriert wurde.
Die Hauptaufgabe des Vereins ist es, das Markenimage der École nationale de l’aviation civile (auch als französische Universität für Zivilluftfahrt bekannt) zu entwickeln, der ersten europäischen Graduiertenschule in den Luftfahrt. Im Jahr 2020 vertritt es fast 26.000 Menschen und ist damit der größte Verband Frankreichs für Luftfahrtstudien.

## Geschichte
Als 1949 die École nationale de l’aviation civile gegründet wurde, wurden zunächst Beamte der Direction générale de l’aviation civile geschult. In den frühen 1970er Jahren begann die Universität mit der Ausbildung von Beamten für die Luft- und Raumfahrtindustrie. Die Zahl der zivilen Studenten wächst in den 1980er Jahren und dann wird ein Alumni-Verein zum Kinderspiel. Robert Aladenyse (1931–2003, Abschluss 1964) beschloss 1987, eine gemeinnützige Organisation für den Diplôme d’ingénieur-Alumnus namens INGENAC zu gründen. In den 2000er Jahren ermutigte die Entwicklung der Masters- und Mastère-spécialisé-Kurse in Frankreich den Verein, diese neuen Studenten willkommen zu heißen und zu vertreten.
Am 1. Januar 2010 fusionierte ENAC mit SEFA und wurde die größte Luftfahrtuniversität in Europa. Aus diesem Grund hat INGENAC beschlossen, seinen Namen in ENAC Alumni zu ändern und Absolventen aller Grade der École nationale de l’aviation civile zusammenzubringen. Es tritt im März 2012 in Kraft.
ENAC Alumni ist Mitglied der Conférence des grandes écoles.
Marc Houalla ist seit 2018 Präsident des Vereins.

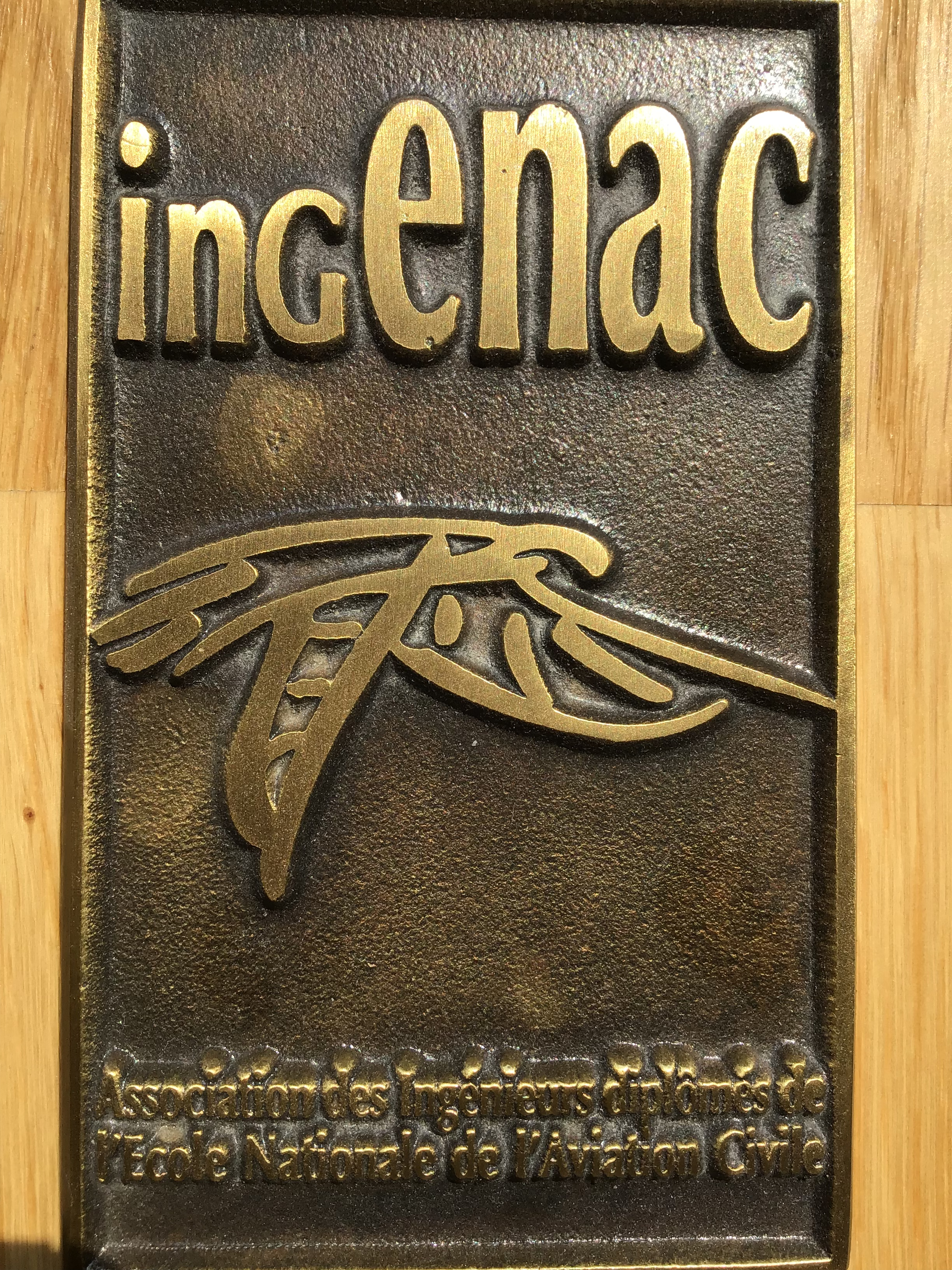
Prix INGENAC

## In der Populärkultur
Yann Gozlan 2021 erschienener Film Black Box enthält eine Szene einer von ENAC Alumni organisierten Cocktailparty. Für die Zwecke des Films waren echte ENAC-Absolventen Statisten.